# Nawin
Nawin (o Na-win) és un riu de Birmània a la divisió de Bago, format de la unió de dos rierols coneguts com a Nawin del Nord i Nawin del Sud.
El primer neix a la serralada de Pegu Yoma a les muntanyes Padauk i corre cap al nord-oest i després a l'oest i sud-oest i s'uneix al Nawin del Sud prop del poble de Alyoma. El Nawin del Sud també neix a les mateixes muntanyes al sud de la serra de Padauk. El riu unit agafa direcció sud-oest i baixa cap a les planes i després d'un curt gir al nord-oest segueix altre cop al sud-oest fins a desaiguar a l'Irauadi a 18° 49′ 30″ N, 95° 18′ 00″ E / 18.82500°N,95.30000°E prop de Prome.
Els afluents principals són el Kaukgway, Lawthaw i Thitgyi, que no porten aigua a la temporada seca però molta al temps de les pluges.